# Carlos Monsalve
Carlos Monsalve (Mercedes, 3 de agosto de 1859 – La Plata, 26 de febrero de 1940) fue un escritor y político argentino, representativo de la Generación del 80 de la literatura argentina. 
Colaborador de la "Revista Literaria" y de los periódicos El Siglo, El País, Sud América, El Diario y El tiempo, entre otros. Fue diputado de la provincia de Buenos Aires, Comisionado Municipal de la ciudad de La Plata. Publica Páginas literarias, Ollantay y Situación internacional sudamericana, entre otras obras.
- Datos: Q17995988